# Сосновый (Омская область)
Сосновый — посёлок в Тевризском районе Омской области России. Входит в состав Белоярского сельского поселения.

## История
В 1963 году указом Президиума Верховного Совета РСФСР поселок 17-го квартала переименован в Сосновый.

## Население
| 2010 |
| ---- |
| 3    |